# Dictyna felis
Dictyna felis là một loài nhện trong họ Dictynidae.
Loài này thuộc chi Dictyna. Dictyna felis được Friedrich Wilhelm Bösenberg & Embrik Strand miêu tả năm 1906.